# 해원 (만화)
《해원》(일본어: 海猿 우미자루[*])는 사토 슈호가 작가, 코모리 유이치가 원안, 취재를 맡은 일본의 만화이다. 이를 원작으로 텔레비전 드라마, 영화가 제작되었다.

## 개요
해상 보안관 센자키 다이스케를 주인공으로, 해난 사고를 중심으로 한 해상 보안관의 활약을 그린 작품이다. 만화에 등장하는 사건, 사고는 실제로 일어난 사건, 사고를 소재로 하고 쓰는 스토리도 함께 그려지고 있다. 또한, 공작선(괴선박) 사건 등의 스토리에 도입되고 있다.
1999년부터 2001년까지 일본의 쇼가쿠칸의 청소년을 위한 만화 잡지인 "주간 영 선데이"에서 연재되었다. 단행본은 전 12권 (소가쿠칸 영 선데이 코믹스).
NHK에서 텔레비전 드라마화를 시작으로. 그 후 2004년과 2012년에 후지 TV 제작으로 영화 1탄 → 텔레비전 드라마 → 영화 2탄 → 영화 3탄 → 영화 4탄이라는 흐름으로 영상화되었다.

## 우미자루의 유래
잠수사를 가리켜 '우미자루"라는 말을 사용하는 것은 이 작품의 창작이며, 해중에서 원숭이(일본어: 猿 자루[*]))처럼 민첩하게 활약하는 이미지에서 유래한 조어이다. 그러나 본작의 영화나 텔레비전 드라마의 히트 이후, 언론이나 일반인이 해상 보안관 잠수사를 가리켜 '우미자루"라고 불리는 일도 있게 되었다.

## NHK 단편 드라마
2002년과 2003년에 고쿠분 다이치를 주연으로 NHK에서 단편 드라마로 방송되었다.
고화질 서스펜스 《"해원~우미자루"》, 《"해원 2"》
- 방송일 : 2002년 7월 13일, 2003년 8월 18일, NHK 디지털 위성 하이비전(BShi)

#### 제작진
- 각본 : 하세가와 야스오
- 연출 : 호시다 요시코
- 제작 : 다이에이 TV, NHK 엔터프라이즈 21

#### 출연진
- 센자키 다이스케 : 고쿠분 다이치
- 우라베 미하루(신문사 신입기자) :나가사쿠 히로미
- 이케자와 나오키 : 스기모토 텟타
- 노지마 신야 : 코하시 켄지
- 야에가시 데스크 :타야마 료세이
- 사쿠라이 타케히코 : 도마시노 카즈마
- 카토 고
- 스가이 킨

## 후지 TV

### 개요
- 후지 TV 제작은 이토 히데아키 주연으로 영상화되었다. 2004년 《해원~우미자루》로 첫 영화화, 2005년 7월에는 영화와 같은 주요 배우들이 합류한 텔레비전 드라마 《해원 UMIZARU EVOLUTION》를 방송하였다.
- 2006년 5월 6일에는 영화 제2탄 《LIMIT OF LOVE 해원》이 개봉되었다.
- 2010년 9월 18일 후지 TV의 완결편이 되는 《THE LAST MESSAGE-우미자루》가 공개되었다.
- 지난 2008년 "토요 프리미엄" 시간대에서 영화 《우미자루》 시리즈 2작품의 방영 후, 속편 결정이 발표 될 때까지는 《THE LAST MESSAGE-우미자루》가 완결편으로 알려져 있었지만, 2012년 7월 영화 버전의 속편 《BRAVE HEARTS 우미자루》가 개봉되었다.

### 주요 등장 인물
- 센자키 다이스케 : 이토 히데아키

본작의 주인공. 원래는 건강 식품 회사의 우수한 영업 사원이었지만, 친구에게까지 영업을 하게 되는 생활에 싫증을 느끼고 바다를 좋아한다는 이유로 해상 보안청에 옮겼다. 경박 한 사람의 부분도 있지만, 강경파로 꼼꼼한 성격. 다이브 마스터 자격을 취득하고 있다. 최전선에서 활약하고 싶다고 소원을 갖고 있어, 잠수사를 목표로 우에서 훈련에 투신, 그 과정에서 첫 버디의 쿠도의 죽음 등의 경험을 통해 인명 구조에 중요함을 알고, 인명 구조에 대한 생각을 강화하게 된다. 잠수사가 되어 후쿠오카 해상 보안부에 한해 근무하고 제3관구 요코하마 해상 보안부 순시선 "나가리"로 전근하게 되고, 이후 최초로 인명 구조를 경험한다. 외국에서 온 괴선박과의 공방, 인명 구조, 다양한 사람들과의 교류를 통해 잠수사로 성장해 간다. 하지만 친구가 된 이케자와가 죽었을 때 인명 구조의 의의를 잃고 자신을 잃었지만 칸나를 통해 이케자와의 진심을 알게 된 것으로 회복해 간다.
- 센자키 (이자와)칸나 : 카토 아이

본작의 히로인. 히로시마 현 구레 시 출신. 밝고 평온한 성격이지만 연애에는 늦은 일면도 있다. 아래의 경위로 오후의 귀가시에는 잡지의 페이지를 맡고 있었지만, 자신의 담당 페이지가 다른 기사에 교환이 계약을 중단했다. 그래서 꿈을 포기하려했지만, 센자키의 영향으로 스스로 옷을 만들고 싶다고 결심해, 전문 학교를 거쳐 의류 회사의 "리앙 리안"에 디자이너로 입사한다. 어머니 우타코가 다리를 다쳐 병원에 입원했기 때문에 자신의 일을 그만두고 귀향하여 거기서 오후의 귀가시에 훈련중인 센자키와 만난다. 첫 대면시는 술김에 센자키를 초대하게 되지만, 자신은 센자키가 초대했다고 믿고 있었기 때문에 (그 전에 잠들어 버린다), 센자키를 반목하고 있었지만, 센자키를 알게 되면서 그에게 끌려 교제하게 된다. 하지만 연속 드라마 판에서는 센자키가 후쿠오카에 이동을 하게 됨에 따라 원거리 연애가 되어 메일 교환 밖에 할 수 없었던 것도 있고, 센자키에 대한 자신의 마음이 식어 있었기 때문에, 자신의 생각과는 정반대로 남자친구 기분으로 있는 센자키 태도에 무력해 있었다. 이후 센자키와의 대화로 친구에서 다시 연인 관계로 만들어 나가지만, 생명의 최전선에 빠져 반대로 소중한 사람 곁에 있지 않는 잠수사 일을 이해하지 못하고, 센자키와의 연애에 자신감을 잃게 되면서, 센자키의 짐을 알고 그를 지원하겠다는 생각에 이르게 된다. "LIMIT OF LOVE 해원"에서 센자키와 약혼하지만, 센자키의 마음의 상처가 되어 삐걱거린다. 그러나 센자키 뿐만아니라 클로버 호의 침몰 사고에서 그의 중요성을 다시 절실히 깨닫게 된다.
"THE LASTMESSAGE 우미자루"에서는 결혼, 센자키의 아내가 된다.

### 텔레비전 드라마
《해원 UMIZARU EVOLUTION》(일본어: 海猿 UMIZARU EVOLUTION)는 2005년 7월 5일부터 9월 13일까지 매주 화요일 (21:00 ~ 21:54) 후지 TV에서 방송한 일본의 텔레비전 드라마이다. 첫회는 10분 확대 방송.
개요
2004년 영화 《해원~우미자루》의 속편으로, 주요 캐스트는 그대로이다. 영화의 무대였던 해상보안 대학교에서 잠수사 훈련 과정을 졸업 후 1년간 현장에서의 실무를 완수하고, 사령으로부터 제삼관구 요코하마 해상 보안부에 배치받아 PL 형 순시선 "나가리"에 소속하는 일으로부터 이야기는 시작된다.
캐치프레이즈는 〈"네가 있었기 때문에, 용기를 알게 되었다. 녀석이 있었기 때문에 목숨을 걸었다."〉

#### 제작진
- 감독 : 하스미 에이이치로 (ROBOT), 코바야시 요시노리 (교도 TV)
- 연출 보조 - 콘도 카즈히코
- 협력 프로듀서 - 안도 치카히로 (ROBOT)
- 프로듀스 - 세키구치 시즈오, 스즈키 신타로, 하시모토 후미 (교도 TV)
- 기획 - 우스이 유지, 호바라 켄이치로(후지 TV)
- 각본 - 후쿠다 야스시
- 음악 - 사토 나오키
- 제작 - 후지 TV, 교도 TV
- 주제가 : B'z - 〈OCEAN〉
  - 이 드라마를 위해 새로 써진 곡으로, 이 곡의 PV(뮤직비디오)는 제4관구 해상 보안 본부 소속의 PLH 형 순시선 "미즈호"에서 촬영되었다.

#### 방영일 및 부제, 시청률
| 방영 화수                                 | 방송일자        | 부제목                       | 시청률 |
| ----------------------------------------- | --------------- | ---------------------------- | ------ |
| EVOLUTION 1                               | 2005년 7월 5일  | 운명의 개막                  | 17.8%  |
| EVOLUTION 2                               | 2005년 7월 12일 | 잠수사 부상없이              | 13.9%  |
| EVOLUTION 3                               | 2005년 7월 19일 | 남겨진 사랑                  | 12.1%  |
| EVOLUTION 4                               | 2005년 7월 26일 | 바다에 사라진 생각을 찾아라! | 13.7%  |
| EVOLUTION 5                               | 2005년 8월 2일  | 갑작스런 이별                | 12.0%  |
| EVOLUTION 6                               | 2005년 8월 9일  | 괴선박 발사                  | 10.7%  |
| EVOLUTION 7                               | 2005년 8월 16일 | 사람을 죽이다                | 12.9%  |
| EVOLUTION 8                               | 2005년 8월 23일 | 이케자와, 죽음               | 12.1%  |
| EVOLUTION 9                               | 2005년 8월 30일 | 잃어버린 여름을 원해         | 12.6%  |
| EVOLUTION 10                              | 2005년 9월 6일  | 목숨과 바꿔서                | 12.7%  |
| EVOLUTION Final                           | 2005년 9월 13일 | 이 손을 놓지마               | 13.8%  |
| 평균 시청률: 13.2%                        |                 |                              |        |
| (시청률은 간토 지방·비디오 리서치사 조사) |                 |                              |        |

| 후지 TV 화요일 9시 드라마                        | 후지 TV 화요일 9시 드라마                     | 후지 TV 화요일 9시 드라마              |
| 이전 작품                                        | 작품명                                        | 다음 작품                              |
| ------------------------------------------------ | --------------------------------------------- | -------------------------------------- |
| 이혼 변호사 2~핸섬 우먼~ (2005.4.19 - 2005.6.28) | 해원 UMIZARU EVOLUTION (2005.7.5 - 2005.9.13) | 1리터의 눈물 (2005.10.11 - 2005.12.20) |

## 영화

### 제작 목록
일본 개봉 날짜 기준
- 2004년 6월 12일 제1탄 《해원~우미자루》
- 2006년 5월 6일 제2탄 《LIMIT OF LOVE 해원》
- 2010년 9월 18일 제3탄 《THE LAST MESSAGE-우미자루》
- 2012년 7월 13일 제4탄 《BRAVE HEARTS 우미자루》

#### 제1탄 해원~우미자루
《해원~우미자루》(일본어: 海猿 ウミザル)는 2004년 6월 12일에 개봉한 일본 영화이다. 도호 배급. 일본 해상 보안청이 전면 협력한 작품이다.
캐치프레이즈는 〈"폼만 잡아서는 위기의 생명은 구할 수 없다."〉
제작진
- 감독 : 하스미 에이이치로 (ROBOT)
- 각본 : 후쿠다 야스시
- 음악 : 사토 나오키
- 촬영 : 사코 아키라
- 편집 : 마츠오 히로시
- 제작 : 카메야마 치히로, 아베 슈지, 타케마사 카즈히코, 시마타니 요시나리
- 주제가 : JOURNEY - 〈Open Arms〉
- 제작 : 후지 TV, ROBOT, 포니캐년, 도호

#### 제2탄 LIMIT OF LOVE 해원
《LIMIT OF LOVE 해원》(일본어: LIMIT OF LOVE 海猿)는 2006년 5월 6일에 개봉한 일본 영화이다. 도호 배급.
개요
- 2006년 5월 6일 일본에서 도호 계열에서 315개 스크린에서 개봉하여, 관객수 530만명을 동원, 흥행 수입 71억엔의 대히트를 기록했다. 2006년 공개의 일본의 방화 실사 영화에서는 흥행 수입 1위를 차지했다.
- 촬영에는 일본의 해상 보안청이 배정을 제공하는 등의 협력을 했다. 식약청의 이미지 업에 공헌한 점에서 감사장을 수여받았다. 또한, 만화, 텔레비전 드라마, 영화의 공개 이후, 해상 보안관 지원자 수가 급증했다고 한다.
- 당초에는 원작대로 간몬 해협에서의 로케를 희망하고 있었지만, "간몬 해협의 조류가 빠르다", "간몬 해협이 촬영 폐쇄된다고 이용하는 선박에 지장이 생긴다" 등 촬영 허가가 나오지 않고 무대를 가고시마 만으로 변경하였다.

캐치프레이즈는 〈"사랑 밖에, 구할 수 없다."〉
제작진

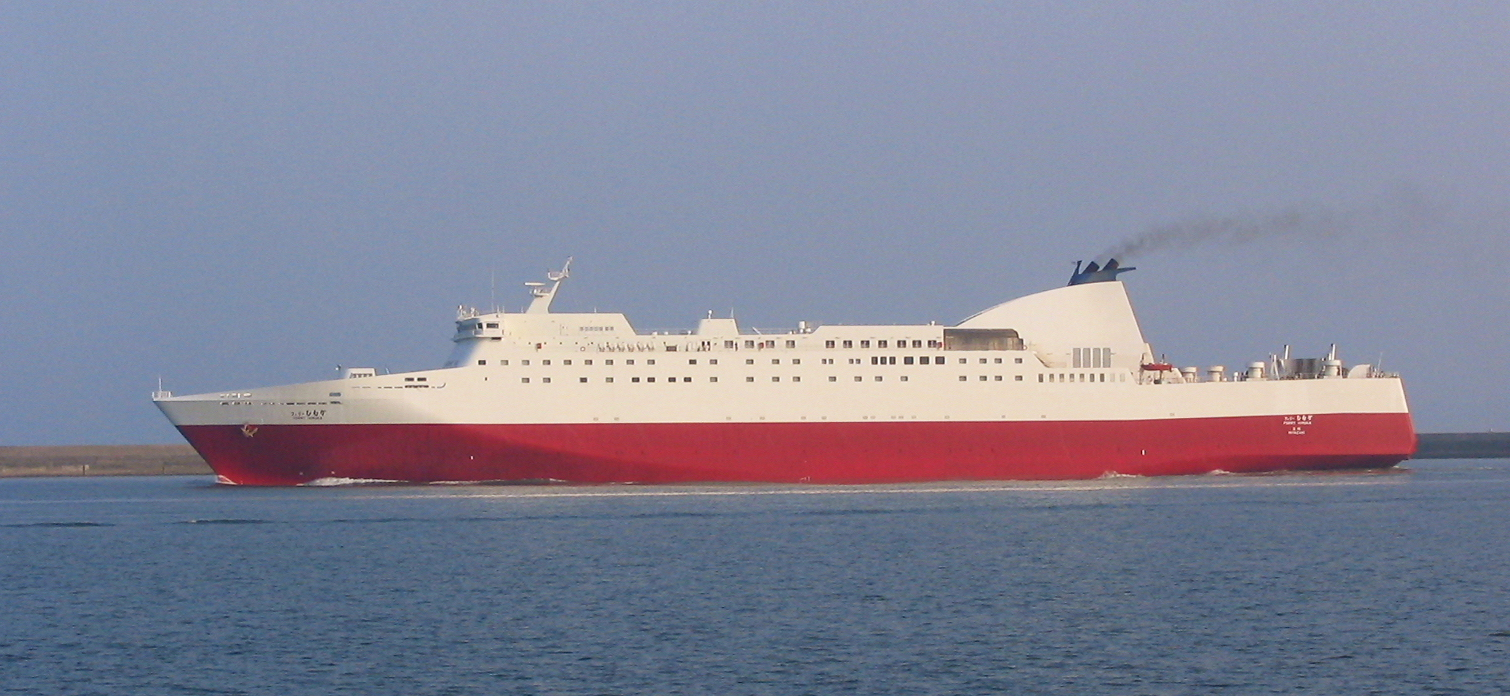
이 작품의 촬영에 사용된 "페리 히무카" 미야자키 항 (2005년 6월 촬영)

- 감독 : 하스미 에이이치로 (ROBOT)
- 각본 : 후쿠다 야스시
- 음악 : 사토 나오키
- 촬영 : 사코 아키라
- 편집 : 마츠오 히로시, 호가키 준노스케
- 기획 : 세키 카즈요시, 호리베 토오루
- 시각 효과 : 옴니버스 재팬
- 제작 총지휘 : 카메야마 치히로 (후지 TV)
- 제작 : 오고시 히로후미, 아베 슈지, 카메이 오사무, 시마타니 요시나리
- 촬영 협조 : 해상 보안청
- 영상 제작 : 도호 영상 미술
- 주제가 : 이토 유나 〈Precious〉
- 제작 : 후지 TV, ROBOT, 포니캐년, 도호, 소가쿠칸, FNS 가맹 27사

#### 제3탄 THE LAST MESSAGE-우미자루
《THE LAST MESSAGE 해원》(일본어: THE LAST MESSAGE 海猿)는 2010년 9월 18일에 개봉한 일본 영화이다. 도호 배급.
개요
- 2008년 8월 2일, 9일 후지 TV에서 "토요일 프리미엄" 시간대에 《해원-UMIZARU-》, 《LIMIT OF LOVE 해원》의 방송 종료시, 《LIMIT OF LOVE 해원》의 속편, 영화 《해원-UMIZARU-3》의 제작을 결정한 것이 발표되었다.
- 이토 히데아키와 카토 아이, 사토 류타 등 전작의 배우들이 그대로 출연해, 특수 구난 대원 역의 카이토 켄과 함께 이토의 새로운 파트너 역에는 미우라 쇼헤이가 출연하였다. 또한, 본작은, 원작 만화에 없는 완전 오리지널 스토리이다.
- 영화의 주요 촬영 장소는 후쿠오카현 기타큐슈시이다.
- 2010년 5월 18일, 일본의 방화 대작 사상 최초의 3D 공개가 발표되었다. 하지만 3D 촬영이 아닌, 2D 촬영 한 영상을 2D-3D로 변환한 것으로, 변환을 담당 한 것은 외부 회사인 "큐 테크".[2]
- 2010년 9월 18일 도호 계열에서 공개되었다. 일본 내 467개 스크린에서 개봉되어, 일본 영화 사이트 피아 첫날 만족도 랭킹 (피어 영화 생활 조사)에서 제1위로 여성층을 중심으로 폭 넓은 세대에서 높은 평가되었다. 관객 동원 수는 537만 명, 최종 흥행수입 80.4억엔의 히트를 기록해, 2010년 공개의 일본의 방화 실사 영화에서는 흥행수입 1위를 차지했다. 또한, 2010년 11월 19일 홍콩. 대만, 싱가포르, 프랑스, 미국, 멕시코. 페루, 아르헨티나, 브라질, 러시아, 인도, 중국의 여러 나라에서의 개봉이 결정되었다.

캐치프레이즈는 〈"사랑하는 사람에게 무엇을 남길 것인가─."〉
제작진
- 감독 : 하스미 에이이치로 (ROBOT)
- 각본 : 후쿠다 야스시
- 음악 : 사토 나오키
- 촬영 : 사코 아키라
- 편집 : 마츠오 히로시
- 조명 : 미즈노 켄이치
- 녹음 : 야나기야 후미히코
- 미술 : 시미즈 츠요시
- 음향 효과 : 시바사키 켄지
- 기획 : 세키 카즈요시, 호리베 토오루
- 제작 총지휘 : 카메야마 치히로 (후지 TV)
- 제작 : 카타 타카아키, 미즈쿠시 마사히코, 오가사와라 아키오, 카메이 오사무, 시마타니 요시나리
- 프로듀서 : 안도 치카히로, 우스이 유지
- 어소시에이트 프로듀서 : 코이데 마사키, 우에하라 히사이치
- 조감독 : 콘도 카즈히코
- 촬영 협조 : 해상 보안청
- 협찬 : 카오 석세스
- 주제가 : EXILE - 〈좀 더 강하게(もっと強く)〉
- 프로덕션 : ROBOT
- 제작 : 후지 TV, ROBOT, 포니캐년, 도호, 에이팀, 소가쿠칸, FNS 가맹 27사

#### 제4탄 BRAVE HEARTS 우미자루
《BRAVE HEARTS 우미자루》(일본어: THE LAST MESSAGE 海猿)는 2012년 7월 13일에 개봉한 일본 영화이다. 도호 배급.
개요
- 본작의 제작은 2011년 9월 9일에 발표되었다. 당초에는 전작 영화 《THE LAST MESSAGE-우미자루》에서 완결 될 예정이었지만 아직 할 이야기가 더 남았다는 제작진의 의견과 함께, 원작 최종화에서 그려진 해상 보안청 중에서도 정예로 불리는 특수 구난 대에 배속된 센자키와 요시오카를 중심으로 한 점보 제트기 해상 착수에 의한 구제를 실시하는 스토리로 제작되었다. 본작의 주요 무대는 요코하마시에서 촬영되었다.
- 2012년 8월 25일부터 9월 2일에 일본의 전국 276극장에서 2032년 공개(이라는 설정)의 가상의 영화 16작품의 《FINAL LIMIT BRAVE MESSAGE and LOVE HEARTS 해원》의 예고편이 본편과 동시 상영되었다. 이토 히데아키의 발안하에 제작된 본편과 동일한 스탭·배우들이 합류하여 반나절에서 촬영이 이뤄졌다.
- 일본에서는 전국 450개 스크린에서 개봉되어, 2012년 7월 14일, 15일의 첫날 2일간으로 흥행수입 8.7억 엔, 관객수 68만 3,977명 (공개 4일째에는 흥행수입 15.6억 엔, 관객수 122만 3,437명)으로 영화 관객 동원 랭킹 (흥행 통신사 조사)에서 첫 등장 1위를 차지했다. 남녀 비율은 34:66로, 직업 별로는 회사원이 50.2%를 차지하고 있다. 계속된 개봉 2주차는 흥행수입 25억 엔, 관객수 동원 200만명을 돌파해, 개봉 3주차에는 누계 흥행수입 38.1억 엔, 누계 관객수는 299만 4,459명으로 3주 연속 선두를 달성하였다. 또한 개봉 5주차에는 총 흥행 수입은 52.9억 엔, 총 관객수는 417만 961명이다.[3] 2012년 10월 후지 TV가 발표한 조사로는 누계 관객수 570만명으로 흥행수입 72억 엔이다.[4]

캐치프레이즈는 〈"목숨을 걸고 생명을 구하자-."〉
제작진
- 원작 : 사토 슈호
- 원안 : 코모리 요이치
- 감독 : 하스미 에이이치로 (ROBOT)
- 각본 : 후쿠다 야스시
- 음악 : 사토 나오키
- 촬영 : 에자키 토모키
- 편집 : 마츠오 히로시
- 조명 : 미즈노 켄이치
- 녹음 : 야나기야 후미히코
- 미술 : 시미즈 츠요시
- 음향 효과 : 시바사키 켄지
- 시각 효과 : 이시이 노리오
- 기획 : 세키 카즈요시, 호리베 토오루
- 제작 총지휘 : 카메야마 치히로 (후지 TV)
- 제작 : 카타 타카아키, 미즈쿠시 마사히코, 오가사와라 아키오, 카메이 오사무, 시마타니 요시나리
- 조감독 : 카와무라 나오키, 호소카와 미츠노부
- 촬영 협조 : 해상 보안청, 국토 교통성 항공국
- 주제가 : 세네루 - 〈Believe〉
- 프로덕션 : ROBOT
- 제작 : 후지 TV, ROBOT, 포니캐년, 도호, 에이팀, 소가쿠칸, FNS 가맹 27사

## 원작가와 후지 TV와의 문제
2012년 10월 26일에 원작자의 사토 슈호는 자신의 트위터를 통해 후지 TV가 약속도 없이 자신의 사무실을 무단 침입해 취재했고, 《해원》의 관련 서적이 계약서없이 판매되고 있었다는 것을 이유로 후지 TV와 신규 거래 정지와 함께 이 작품의 속편 제작을 허가하지 않는 것을 발표했다.
이에 대해 후지 TV의 영화 사업을 담당하는 카메야마 치히로 상무는 기자회견을 통해 이러한 사태에 대해 사과하는 사태가 벌어졌다. 이에 대해 사토 슈호는 후지 TV에서는 속편의 제작 권한이 전혀없음을 재차 언급했다.